# تصريف مياه الأمطار

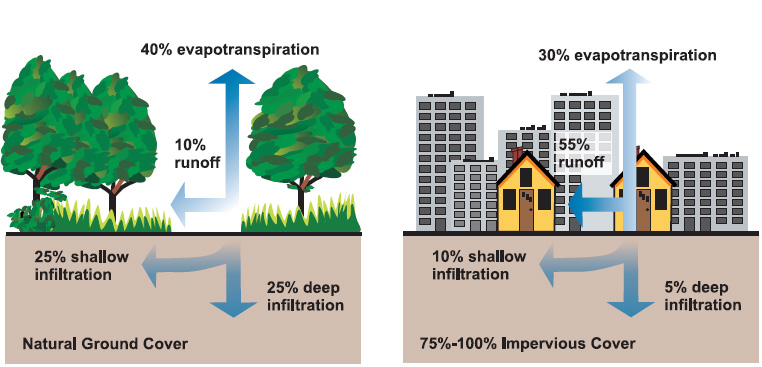
العلاقة بين الأسطح الغير نفاذة، و مجرى المياه السطحية.

تصريف مياه الأمطار (بالإنجليزية: Stormwater) هي المياه الناجمة عن هطول الأمطار بشكل رئيسي، بالإضافة إلى المياه الناجمة عن ذوبان الثلوج. تتحول مياه الأمطار التي لا تتخلل إلى داخل الأرض إلى مجرى للمياه السطحية، والتي إما أن تتدفق بشكل مباشر إلى المجرى المائي السطحي أو يتم توجيهها إلى المجاري، والتي في نهاية المطاف يتم تفريغها في المياه السطحية.
تُعدّ مياه الأمطار مصدر قلق لمسألتين رئيسيتين: الأولى تتعلق بحجم وتوقيت مياه الجريان السطحي (الفيضانات)، والأخرى تتعلق بالملوثات المحتملة فيما يخص تلوث المياه. تُعدّ مياه الأمطار حاليا موردا هاما من أي وقت مضى، حيث ازدادت أهميتها مع تزايد الطلب السكاني في العالم والذي تجاوز حجم المياه المتاحة والمتوفرة. من جهة أخرى، يمكن لتقنيات حصاد مياه الأمطار وإدارة المياه والتنقية ان تجعل البيئات الحضرية مكتفية ذاتيا من حيث المياه.
تختلف مياه الأمطار هذه عن المياه السطحية (Surface water)، حيث إن الأولى هي مياه ناجمة فقط عن هطول الأمطار، بينما الثانية هي مياه بحيرات، أنهر، برك، أو أي مساحات لتجميع مياه. يتم تفريغ مياه الأمطار بالنهاية في المياه السطحية. لذلك، من المهم جدا أن تبقى مياه تصريف الأمطار نظيفة قدر الإمكان.

## تاريخ
كانت مجاري مياه السيول قضية هامة منذ أن بدأ البشر يعيشون في قرى مركزة أو في مناطق حضرية. وقد اتخذ السكن خلال العصر البرونزي شكلا أكثر تركيزا، وظهرت الأسطح بشكل منيع كعامل في تصميم المستوطنات البشرية في وقت مبكر. ويتجلى بعضها في إدماج هندسة مياه الأمطار في اليونان القديمة. كما تم العثور على مثال من مجاري مياه السيول تم تصميمه في وقت مبكر في أحد حفريات جزيرة كريت.

## انظر أيضا

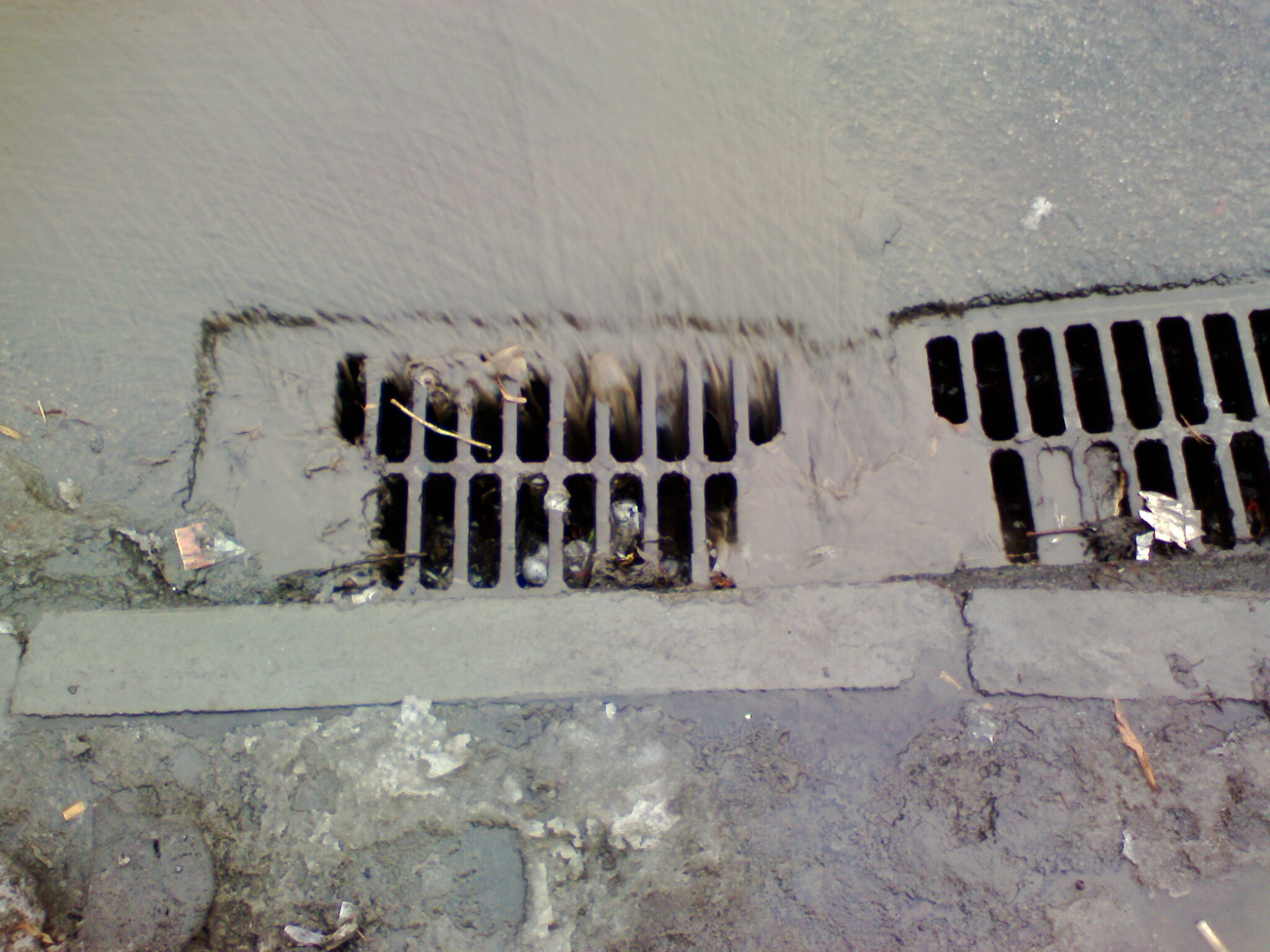
مصرف مياه أمطار.

## وصلات خارجية
- تصريف مياه الأمطار على مشروع الدليل المفتوح
- EPA برنامج رخصة مياه الأمطار
- مجلة مياه الأمطار
- مجلة حلول تصريف مياه الأمطار
- قاعدة بيانات أفضل ممارسة إدارة لتصريف مياه الأمطار(BMP)
- دليل تصريف مياه أمطار مينيسوتا